# Valtatie 4

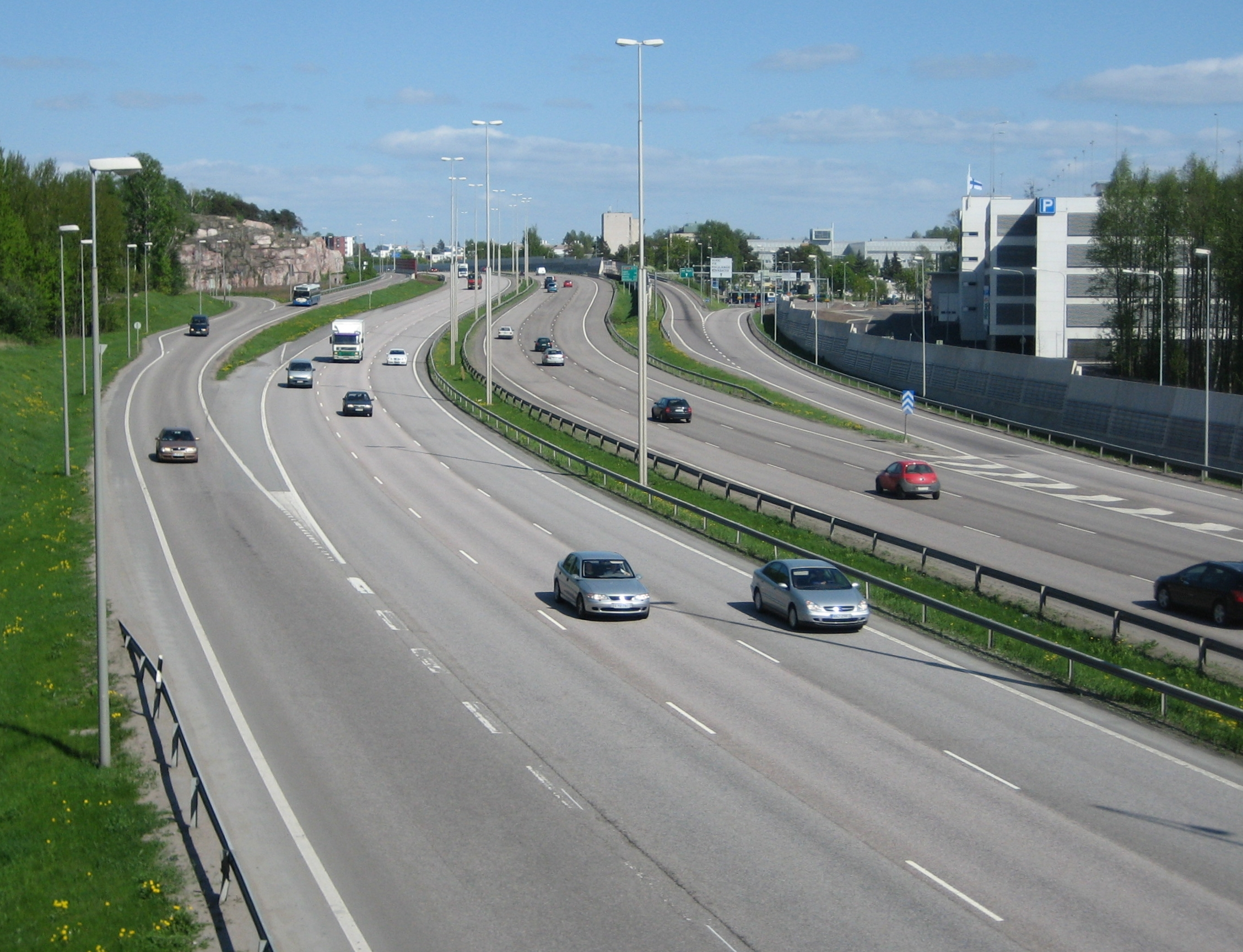
La Valtatie 4 ad Helsinki

La Valtatie 4 (in svedese Riksväg 4) è una strada statale finlandese. Ha inizio a Helsinki e si dirige verso nord, verso la Lapponia, dove si conclude dopo 1294 km nei pressi di Utsjoki. Risulta essere la Valtatie con il kilometraggio più lungo ed unisce interamente la nazione come asse Sud-Nord; la strada fa parte della rete europea, in quanto è una parte della E75

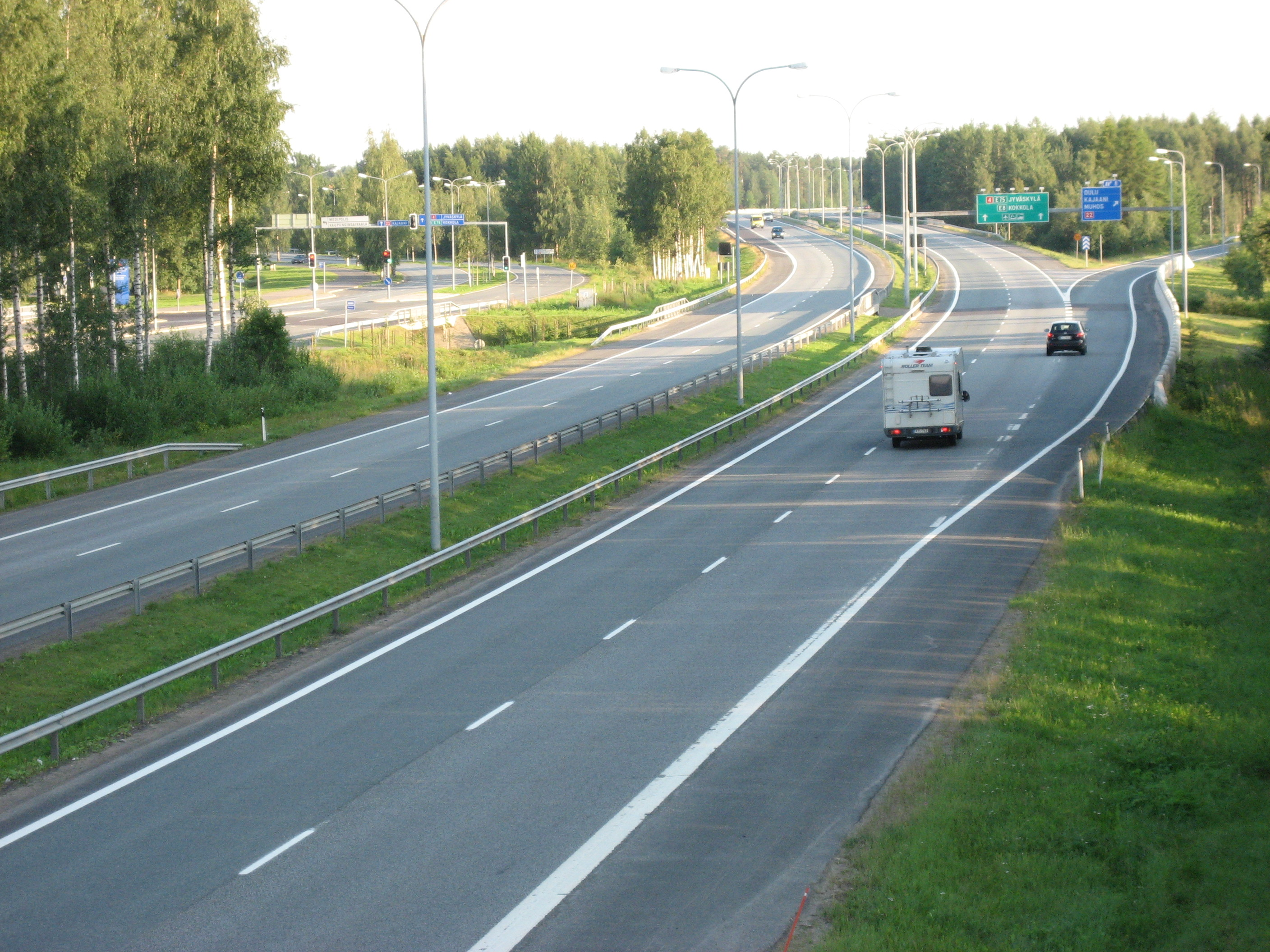
La Valtatie 4 a Kontinkangas, nella città di Oulu

## Percorso
La Valtatie 4 tocca i comuni di Vantaa, Sipoo, Kerava, Tuusula, Järvenpää, Mäntsälä, Orimattila, Hollola, Lahti, Nastola, Heinola, Sysmä, Hartola, Joutsa, Toivakka, Jyväskylä, Laukaa, Uurainen, Äänekoski, Viitasaari, Pihtipudas, Pyhäjärvi, Kärsämäki, Siikalatva, Liminka, Tyrnävä, Kempele, Oulu, Haukipudas, Ii, Simo, Kemi, Keminmaa, Tervola, Rovaniemi, Sodankylä e Inari

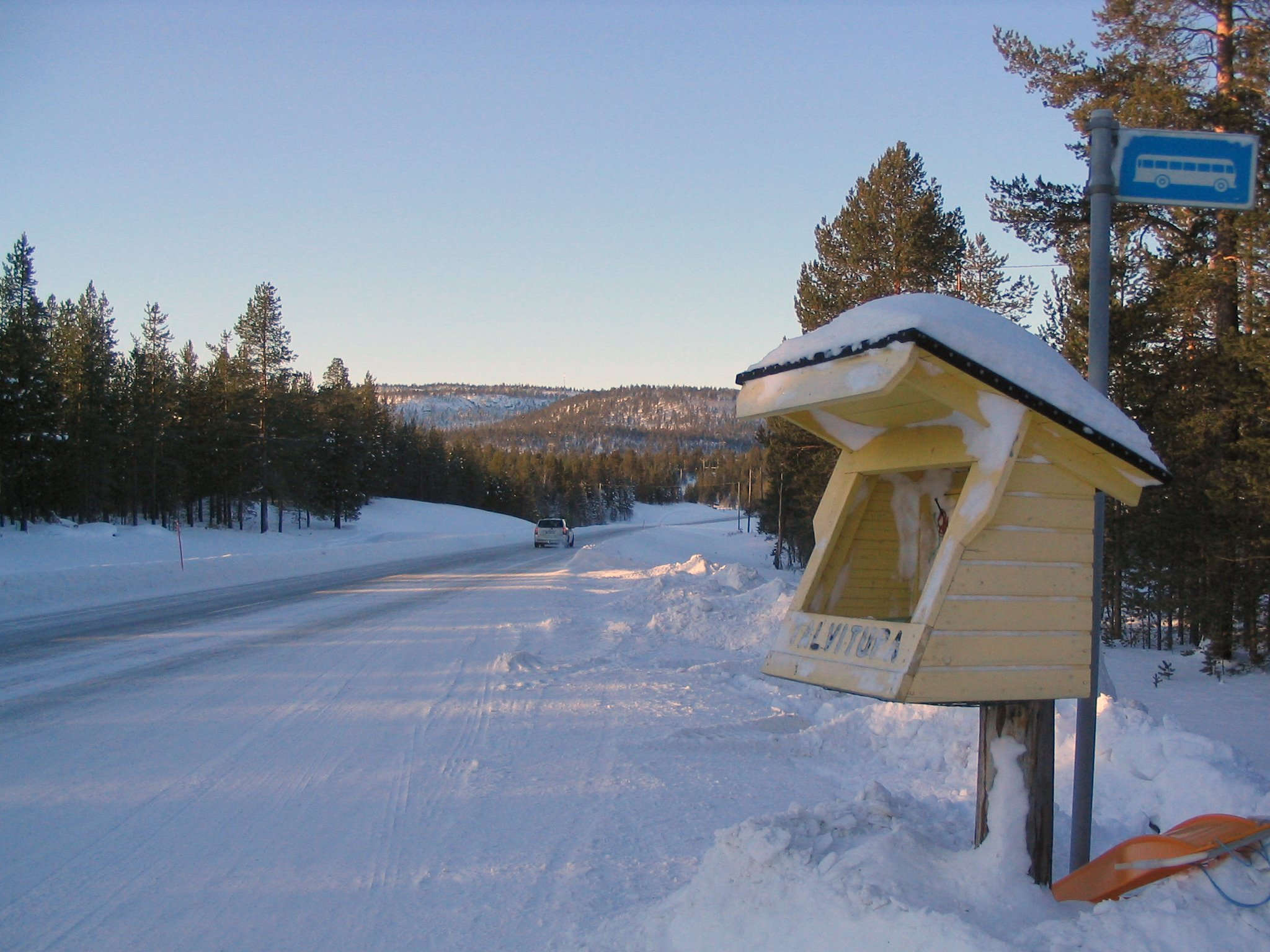
La Valtatie 4, nei pressi di Inari

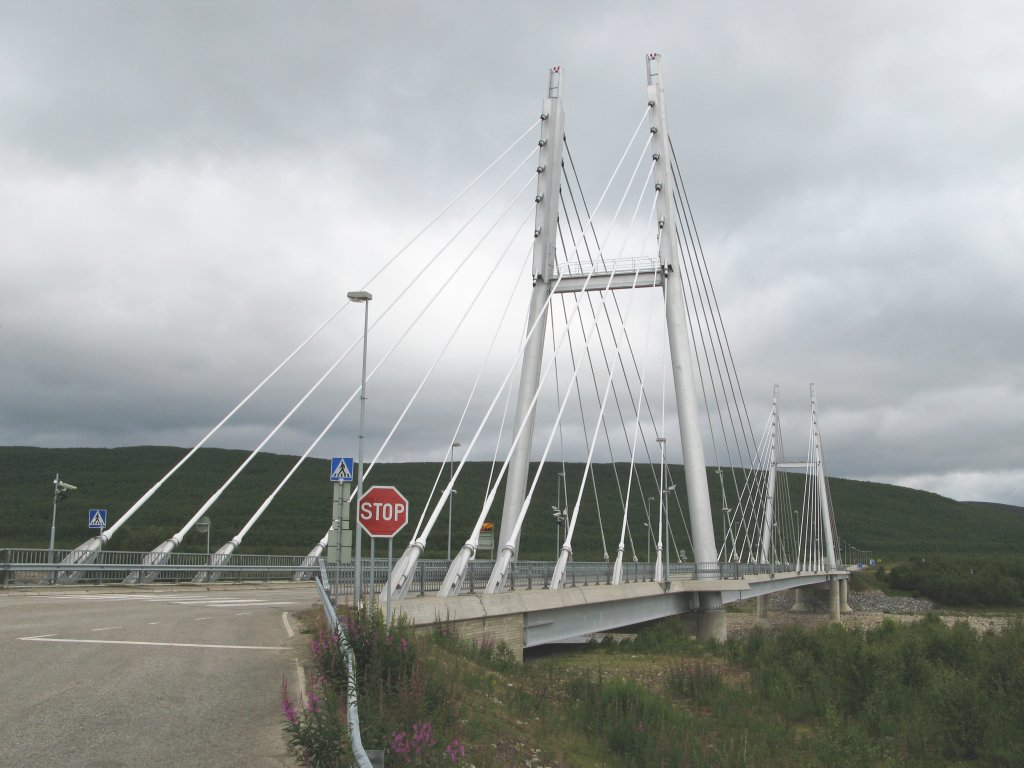
Il ponte che segna la fine della Valtatie 4, nei pressi di Utsjoki